# Owen Pallett

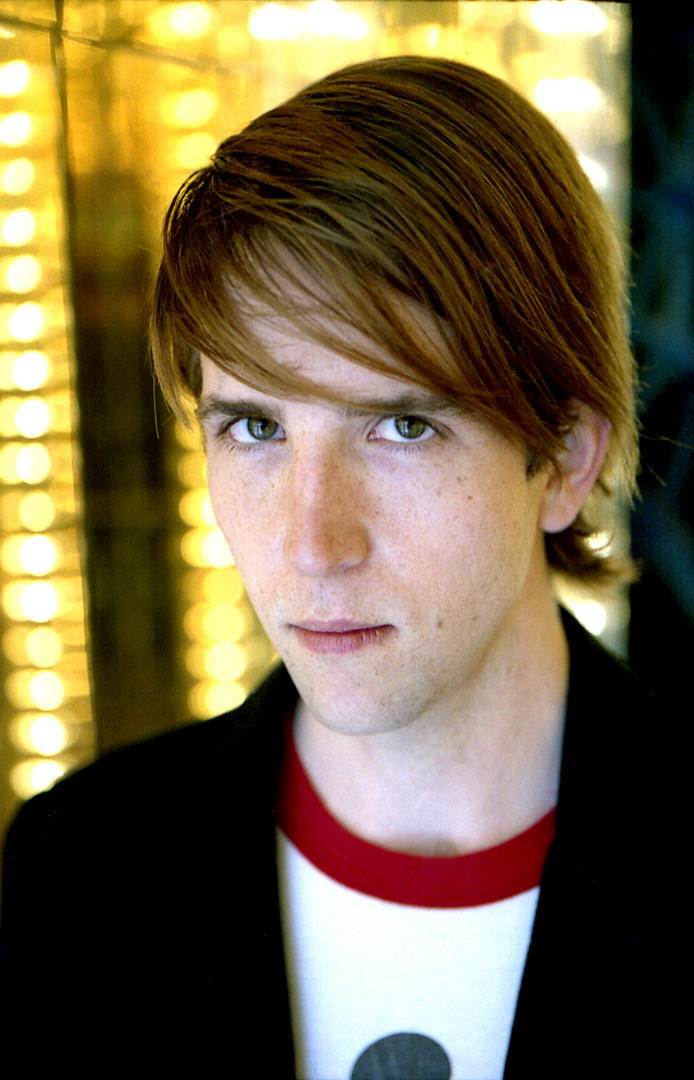
Final Fantasy's Owen Pallett

Michael James Owen Pallett (Mississauga, 7 de setembro de 1979) é um compositor, violinista, tecladista e vocalista canadense. Como reconhecimento, foi nomeada ao Oscar 2014 na categoria de Melhor Trilha Sonora por Her.